# Mohammed Nadir Shah
Mohammed Nadir Shah (født Mohammed Nadir 9. april 1883 - 8. november 1933) var konge af Afghanistan fra 1929 til han blev dræbt i 1933. Han havde tidligere været Amanullah Khans krigsminister.
1. ↑  Navnet er anført på engelsk og stammer fra Wikidata hvor navnet endnu ikke findes på dansk.